# Eleições estaduais no Ceará em 1994
As eleições estaduais no Ceará em 1994 ocorreram em 3 de outubro como parte das eleições gerais no Distrito Federal e em 26 estados. Foram eleitos o governador Tasso Jereissati, o vice-governador Moroni Torgan e os senadores Lúcio Alcântara e Sérgio Machado, além de 22 deputados federais e 46 estaduais.
Filho de Carlos Jereissati e genro de Edson Queiroz, o governador Tasso Jereissati nasceu em Fortaleza e estudou Administração de Empresas na Fundação Getulio Vargas onde se formou. Empresário, iniciou sua vida política em 1976 ao ingressar no Centro Industrial do Ceará, fórum de debates econômicos e políticos. Filiado ao PMDB foi eleito governador do Ceará em 1986 e fez de Ciro Gomes seu sucessor em 1990, ano em que ambos ingressaram no PSDB e uma vez fora do Palácio Iracema o governador Tasso Jereissati foi eleito presidente nacional do PSDB em setembro de 1991.

## Resultado da eleição para governador
De acordo com o Tribunal Regional Eleitoral do Ceará houve 486.445 (15,57%) votos em branco e 164.209 (5,26%) votos nulos calculados sobre um total de 3.124.785 eleitores com os 2.474.131 votos nominais assim distribuídos:
| Candidatos a governador do estado | Candidatos a vice-governador | Número | Coligação                                                            | Votação   | Percentual |
| --------------------------------- | ---------------------------- | ------ | -------------------------------------------------------------------- | --------- | ---------- |
| Tasso Jereissati PSDB             | Moroni Torgan PSDB           | 45     | Luta, Mudança e Trabalho (PSDB, PDT, PTB, PSC, PRN, PRP, PMN, PTdoB) | 1.368.757 | 55,32%     |
| Juraci Magalhães PMDB             | Antônio Câmara PMDB          | 15     | Ceará Novo Tempo (PMDB, PFL, PPR, PP, PSD)                           | 930.407   | 37,61%     |
| Joaquim Cartaxo Filho PT          | Valton Miranda PSB           | 13     | Frente pela Cidadania (PT, PSB, PPS, PCdoB)                          | 75.753    | 3,06%      |
| Rosa Maria da Fonseca PSTU        | Acrísio Sena PSTU            | 16     | Frente de Esquerda - Oposição Prá Valer (PSTU, PCB)                  | 72.395    | 2,93%      |
| José Evaldo Lins PRONA            | Maria Edilene Lins PRONA     | 56     | PRONA (sem coligação)                                                | 26.819    | 1,08%      |
| Fontes:                           |                              |        |                                                                      |           |            |

## Resultado da eleição para senador
Conforme o Tribunal Regional Eleitoral do Ceará houve 1.775.938 (28,42%) votos em branco e 539.390 (8,63%) votos nulos calculados sobre um total de 6.249.570 eleitores com os 3.934.242 votos nominais assim distribuídos:
| Candidatos a senador da República | Candidatos a suplente de senador                                  | Número | Coligação                                                            | Votação   | Percentual |
| --------------------------------- | ----------------------------------------------------------------- | ------ | -------------------------------------------------------------------- | --------- | ---------- |
| Lúcio Alcântara PDT               | Luiz Girão PDT José Lino da Silveira Filho PTB                    | 123    | Luta, Mudança e Trabalho (PSDB, PDT, PTB, PSC, PRN, PRP, PMN, PTdoB) | 1.193.819 | 30,34%     |
| Sérgio Machado PSDB               | Esmerino Arruda PSDB Silvio Peixoto da Silva PSDB                 | 452    | Luta, Mudança e Trabalho (PSDB, PDT, PTB, PSC, PRN, PRP, PMN, PTdoB) | 888.961   | 22,59%     |
| Mauro Benevides PMDB              | José Prado PFL Eduardo Moraes Oliveira PP                         | 152    | Ceará Novo Tempo (PMDB, PFL, PPR, PP, PSD)                           | 460.201   | 11,70%     |
| Cid Saboia de Carvalho PMDB       | Raimundo de Sá e Souza PFL Leorne Belém PPR                       | 153    | Ceará Novo Tempo (PMDB, PFL, PPR, PP, PSD)                           | 386.471   | 9,82%      |
| Maria Luiza Fontenele PSTU        | Raimundo de Castro PSTU Raimundo Aguiar Ribeiro PSTU              | 163    | Frente de Esquerda - Oposição Prá Valer (PSTU, PCB)                  | 307.519   | 7,82%      |
| Eduardo Jucá PSB                  | Chico Lopes PCdoB Manuel Aguiar de Arruda PSB                     | 403    | Frente pela Cidadania (PT, PSB, PPS, PCdoB)                          | 237.902   | 6,05%      |
| Durval Ferraz PT                  | Lula Morais PCdoB Carlos Alberto Nogueira PT                      | 132    | Frente pela Cidadania (PT, PSB, PPS, PCdoB)                          | 201.739   | 5,13%      |
| Ana de Castro Lins PRONA          | Ubiratan Franco Ferreira PRONA Francineuma de Castro Garcia PRONA | 562    | PRONA (sem coligação)                                                | 162.404   | 4,13%      |
| Artur Torres de Melo PMN          | Honorindo de Araújo Cito PMN Aloísio Barbosa Gondim PMN           | 333    | PMN (sem coligação)                                                  | 95.226    | 2,42%      |
| Fontes:                           |                                                                   |        |                                                                      |           |            |

## Deputados federais eleitos
São relacionados os candidatos eleitos com informações complementares da Câmara dos Deputados.

Representação eleita
  PSDB: 11
  PMDB: 5
  PP: 2
  PFL: 2
  PCdoB: 1
  PT: 1

Fonteː
| Deputados federais eleitos | Partido | Votação | Percentual | Cidade onde nasceu | Unidade federativa |
| Antônio Balhmann           | PSDB    | 124.667 |            | Fortaleza          | Ceará              |
| Leônidas Cristino          | PSDB    | 92.520  |            | Coreaú             | Ceará              |
| Inácio Arruda              | PCdoB   | 91.687  |            | Fortaleza          | Ceará              |
| Jackson Pereira            | PSDB    | 90.886  |            | Fortaleza          | Ceará              |
| José Linhares              | PP      | 78.183  |            | Sobral             | Ceará              |
| Roberto Pessoa             | PFL     | 74.516  |            | Fortaleza          | Ceará              |
| Ubiratan Aguiar            | PSDB    | 74.350  |            | Cedro              | Ceará              |
| Gonzaga Mota               | PMDB    | 70.596  |            | Fortaleza          | Ceará              |
| Pimentel Gomes             | PSDB    | 70.362  |            | Meruoca            | Ceará              |
| Firmo de Castro            | PSDB    | 70.300  |            | Fortaleza          | Ceará              |
| Marcelo Teixeira           | PMDB    | 67.471  |            | Fortaleza          | Ceará              |
| Nelson Otoch               | PSDB    | 65.312  |            | Fortaleza          | Ceará              |
| José Gerardo               | PSDB    | 63.217  |            | Caucaia            | Ceará              |
| Edson Queiroz Filho        | PP      | 60.789  |            | Fortaleza          | Ceará              |
| Paes de Andrade            | PMDB    | 53.923  |            | Mombaça            | Ceará              |
| Aníbal Gomes               | PMDB    | 53.585  |            | Rio de Janeiro     | Rio de Janeiro     |
| Arnon Bezerra              | PSDB    | 48.652  |            | Crato              | Ceará              |
| Pinheiro Landim            | PMDB    | 47.690  |            | Solonópole         | Ceará              |
| José Pimentel              | PT      | 44.582  |            | Picos              | Piauí              |
| Antônio dos Santos         | PFL     | 43.881  |            | Crateús            | Ceará              |
| Vicente Arruda             | PSDB    | 43.549  |            | Granja             | Ceará              |
| Rommel Feijó               | PSDB    | 43.053  |            | Juazeiro do Norte  | Ceará              |
| Fontes:                    |         |         |            |                    |                    |

## Deputados estaduais eleitos
Na distribuição das 46 cadeiras os números foram os seguintes: PSDB vinte, PMDB cinco, PPR quatro,  PDT quatro, PT três, PL três, PFL duas, PSC duas, PSD uma, PTB uma,  PSB uma.

Representação eleita
  PSDB: 20
  PMDB: 5
  PPR: 4
  PDT: 4
  PT: 3
  PL: 3
  PFL: 2
  PSC: 2
  PSD: 1
  PSB: 1
  PTB: 1

Fonteː
| Número  | Deputados estaduais eleitos | Partido | Votação | Percentual | Cidade onde nasceu | Unidade federativa  |
| 45155   | Mauro Benevides Filho       | PSDB    | 53.562  | 2,44%      | Fortaleza          | Ceará               |
| 45122   | Manoel Veras                | PSDB    | 47.999  | 2,18%      | Crateús            | Ceará               |
| 45133   | Cid Gomes                   | PSDB    | 45.570  | 2,07%      | Sobral             | Ceará               |
| 45150   | Moésio Loiola               | PSDB    | 42.624  | 1,94%      | Sobral             | Ceará               |
| 45145   | Cândida Maria Figueiredo    | PSDB    | 40.089  | 1,82%      | Fortaleza          | Ceará               |
| 45191   | Oman Carneiro Filho         | PSDB    | 39.342  | 1,79%      | Sobral             | Ceará               |
| 45255   | Francisco Aguiar            | PSDB    | 36.608  | 1,66%      | Fortaleza          | Ceará               |
| 45299   | Julinho Costa               | PSDB    | 34.747  | 1,58%      | Fortaleza          | Ceará               |
| 45114   | Wellington Landim           | PSDB    | 32.066  | 1,46%      | Brejo Santo        | Ceará               |
| 45140   | Raimundo Macêdo             | PSDB    | 29.902  | 1,36%      | Aurora             | Ceará               |
| 15111   | José Sarto                  | PMDB    | 29.301  | 1,33%      | Acopiara           | Ceará               |
| 45246   | Luiz Pontes                 | PSDB    | 28.288  | 1,29%      | Fortaleza          | Ceará               |
| 45134   | Artur Silva Filho           | PSDB    | 28.145  | 1,28%      | Natal              | Rio Grande do Norte |
| 45117   | Antonio Leite Tavares       | PSDB    | 27.904  | 1,27%      | Barro              | Ceará               |
| 45144   | Rogério Aguiar              | PSDB    | 26.954  | 1,23%      | Marco              | Ceará               |
| 25119   | Pedro Timbó                 | PFL     | 24.861  | 1,13%      | Crato              | Ceará               |
| 45101   | João Bosco Paz Rebouças     | PSDB    | 23.978  | 1,09%      | Russas             | Ceará               |
| 13222   | Artur Bruno                 | PT      | 23.467  | 1,07%      | Fortaleza          | Ceará               |
| 45175   | Cirilo Antônio Pimenta Lima | PSDB    | 22.906  | 1,04%      | Quixeramobim       | Ceará               |
| 11111   | Valdomiro Távora Júnior     | PPR     | 22.713  | 1,03%      | Fortaleza          | Ceará               |
| 12111   | Ricardo Alves de Almeida    | PDT     | 22.540  | 1,02%      | Acopiara           | Ceará               |
| 15137   | Tomaz Antônio Brandão       | PMDB    | 20.871  | 0,95%      | Fortaleza          | Ceará               |
| 15146   | Domingos Filho              | PMDB    | 20.827  | 0,95%      | Fortaleza          | Ceará               |
| 45124   | Manoel Duca                 | PSDB    | 20.274  | 0,92%      | Fortaleza          | Ceará               |
| 41141   | Marcos Cals                 | PSD     | 20.009  | 0,91%      | Recife             | Pernambuco          |
| 45123   | Paulo Carlos Silva Duarte   | PSDB    | 19.833  | 0,90%      | Limoeiro do Norte  | Ceará               |
| 12300   | Idemar Loiola Citó          | PDT     | 19.726  | 0,90%      | Tauá               | Ceará               |
| 45111   | Teodorico de Menezes Neto   | PSDB    | 19.619  | 0,89%      | Pacajus            | Ceará               |
| 15117   | Carlos Alberto Cruz         | PMDB    | 19.293  | 0,88%      | Juazeiro do Norte  | Ceará               |
| 11109   | Zezinho Albuquerque         | PPR     | 19.200  | 0,87%      | Fortaleza          | Ceará               |
| 12222   | Edilson Veras Coelho Filho  | PDT     | 18.829  | 0,86%      | Camocim            | Ceará               |
| 25123   | Gorete Pereira              | PFL     | 18.786  | 0,85%      | Juazeiro do Norte  | Ceará               |
| 11127   | Carlomano Marques           | PPR     | 18.560  | 0,84%      | Iguatu             | Ceará               |
| 12140   | Franciné Girão              | PDT     | 18.344  | 0,83%      | Morada Nova        | Ceará               |
| 11112   | João Viana de Araújo        | PPR     | 18.282  | 0,83%      | Cedro              | Ceará               |
| 15115   | Tomaz Lima Rocha            | PMDB    | 18.210  | 0,83%      | Fortaleza          | Ceará               |
| 45202   | Gumercindo Tourinho Filho   | PSDB    | 18.034  | 0,82%      | Teresina           | Piauí               |
| 22112   | Joaquim Noronha Mota        | PL      | 17.205  | 0,78%      | Parambu            | Ceará               |
| 22119   | Fernando Hugo               | PL      | 16.516  | 0,75%      | Fortaleza          | Ceará               |
| 40111   | João Ananias                | PSB     | 16.330  | 0,74%      | Santana do Acaraú  | Ceará               |
| 13121   | João Alfredo                | PT      | 15.961  | 0,73%      | Fortaleza          | Ceará               |
| 13123   | Mário Mamede Filho          | PT      | 15.886  | 0,72%      | Fortaleza          | Ceará               |
| 20116   | Pedro Uchôa                 | PSC     | 14.060  | 0,64%      | Acopiara           | Ceará               |
| 20123   | Casimiro Oliveira Neto      | PSC     | 12.496  | 0,57%      | Fortaleza          | Ceará               |
| 22262   | Ted Rocha Pontes            | PL      | 12.276  | 0,56%      | Caucaia            | Ceará               |
| 14141   | Paulo Afonso de Accioly     | PTB     | 11.493  | 0,52%      | Fortaleza          | Ceará               |
| Fontes: |                             |         |         |            |                    |                     |